# Гресев, Виктор Андреевич
Виктор Андреевич Гресев (родился 31 марта 1986 в Ленинграде, СССР) — российский регбист и тренер. Мастер спорта России международного класса. Лучший регбист России 2009 и 2011 годов. Главный тренер команды «Металлург» (Новокузнецк).

## Карьера

### Клубная
Воспитанник петербургской школы регби; первой профессиональной командой стала «Слава», затем перешел в «ВВА-Подмосковье». В 2011 году после чемпионата мира по регби получил ряд предложений от зарубежных команд и перешёл на один год в «Лондон Уоспс», по окончании сезона получил ряд предложений от российских клубов и выбрал «Красный Яр». Неоднократно выигрывал чемпионат России и кубок России. Занимается также регби-7, выступает за команду «Нарвская Застава» СПб. В конце 2019 года перешёл в только что созданный клуб «Локомотив-Пенза», с которым стал Чемпионом России в сезоне 2022/2023. В мае 2025 завершил профессиональную карьеру.

### В сборной
В сборной России первую игру провёл 14 октября 2006 в Москве против Италии. Участник чемпионата мира 2011 года: сыграл все четыре матча, по итогам игр против Италии и Австралии дважды признавался лучшим игроком встречи. В составе сборной России по регби-7 выигрывал чемпионаты Европы по регби 2007 и 2009 годов, в 2008 году на чемпионате Европы по регби-7 в Ганновере занял 9-е место.
Попал в окончательную заявку на Кубок мира 2019 года. Сыграл одну игру против Ирландии.
Играя в сборной неоднократно выходил на поле в качестве капитана.

### Тренерская
В июне 2025 года стал главным тренером «Металлурга» (Новокузнецк), сменив на этом посту Вячеслава Шалунова.

## Личная жизнь
Женат. Есть дочь, родившаяся во время чемпионата мира 2011 года.

## Достижения
- Чемпион России — 2009, 2010, 2013, 2015, 2023
- Обладатель Кубка России — 2010, 2013, 2015, 2018, 2019
- Обладатель Суперкубка России — 2016

## Статистика
Актуально на 03.02.2021. Еврокубки считаются по календарному году.
| №        | Место проведения | Дата            | Соперник           | Счёт    | Позиция | Соревнование                     |
| -------- | ---------------- | --------------- | ------------------ | ------- | ------- | -------------------------------- |
| 1        | Краснодар        | 21 апреля 2007  | Чехия              | 62 - 6  | 8       | Кубок европейских наций по регби |
| 2        | Москва           | 8 ноября 2008   | Испания            | 42 - 15 | 6       | Кубок европейских наций по регби |
| 3        | Мадрид           | 13 февраля 2010 | Испания            | 20 - 38 | 6       | Кубок европейских наций по регби |
| 4        | Глендейл         | 5 июня 2010     | США                | 39 - 22 | 6       | Кубок Черчилля                   |
| 5-6      | Гаррисон         | 19 июня 2010    | Уругвай            | 38 - 19 | 6       | Кубок Черчилля                   |
| 7        | Мадрид           | 5 февраля 2011  | Испания            | 24 - 28 | 6       | Кубок европейских наций по регби |
| 8        | Сочи             | 13 марта 2013   | Бельгия            | 43 - 32 | 8       | Квалификация к Кубку Мира 2015   |
| 9        | Красноярск       | 2 августа 2014  | Зимбабве           | 23 - 15 | 8       | Квалификация к Кубку Мира 2015   |
| 10       | Виндхук          | 11 июля 2015    | Намибия            | 39 - 19 | 8       | Тест матч                        |
| 11       | Гонконг          | 17 ноября 2015  | Зимбабве           | 50 - 5  | 8       | Кубок Наций в Гонконге           |
| 12       | Сочи             | 13 февраля 2016 | Германия           | 46 - 20 | 6       | Кубок европейских наций по регби |
| 13       | Лиссабон         | 19 марта 2016   | Португалия         | 21 - 53 | 6       | Кубок европейских наций по регби |
| 14-15    | Гонконг          | 11 ноября 2016  | Зимбабве           | 19 - 15 | 6       | Кубок Наций в Гонконге           |
| 16-17-18 | Гонконг          | 15 ноября 2016  | Папуа-Новая Гвинея | 19 - 49 | 6       | Кубок Наций в Гонконге           |
| 19       | Брюссель         | 18 февраля 2017 | Бельгия            | 18 - 25 | 6       | Квалификация к Кубку Мира 2019   |
| 20       | Монтевидео       | 15 июня 2019    | Намибия            | 0 - 20  | 8       | Кубок Наций в Уругвае            |